# マレー諸島
マレー諸島（Malay Archipelago）は東南アジア大陸部とオーストラリアの間に約3億5000万人が生活している諸島群のことである。名前の由来はマレー人から取った。
島は約2万5000以上ある。